# Karden
Die Karden (Dipsacus) sind eine Pflanzengattung in der Unterfamilie der Kardengewächse (Dipsacoideae) innerhalb der Familie der Geißblattgewächse (Caprifoliaceae). Die etwa 20 Arten sind in Eurasien und Afrika weitverbreitet.

## Beschreibung

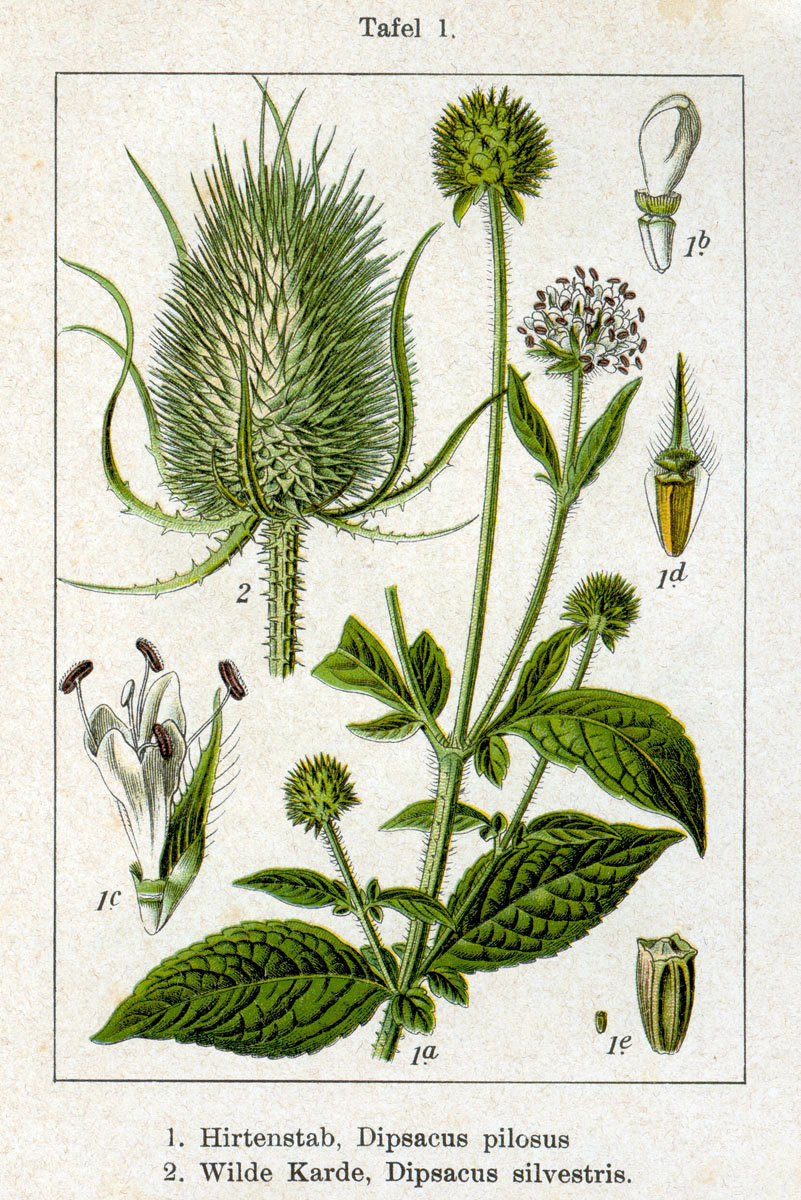
Illustration der Behaarten Karde (Dipsacus pilosus) (1a-1e) und der Wilden Karde (Dipsacus fullonum) (2)

### Vegetative Merkmale
Die Karden-Arten sind kräftige, zweijährige oder ausdauernde krautige Pflanzen. Die oberirdischen Pflanzenteile sind kahl oder behaart. Die Stängel sind aufrecht, verzweigt und stachelig.
Die gegenständig angeordneten Laubblätter können in Blattstiel und Blattspreite gegliedert und am Grund häufig verwachsen sein. Die Blattspreiten sind einfach oder geteilt. Häufig sind auch die Mittelrippen an der Blattunterseite stachelig.

### Generative Merkmale
Auf einem langen Blütenstandsschaft steht ein kopfiger, eiförmiger bis zylindrischer, ähriger Blütenstand. Die Hüllblätter sind gleich lang wie oder länger als die Deckblätter der Blüten. Es gibt ein oder zwei Reihen von Hüllblättern. Am Köpfchenboden stehen stechende Deckblätter. Der mit dem Fruchtknoten verwachsene, rippige Außenkelch ist sehr klein und kaum gezähnt. Der kleine, becherförmige  Kelch ist vierkantig, ganzrandig oder gezähnt, trägt keine Borsten. Die Krone ist ungleichmäßig vierzipfelig. Randständige Blüten sind keine Strahlenblüten. Es sind vier Staubblättern vorhanden. Der einkammerige Fruchtknoten ist unterständig. Die Narbe sitzt seitlich. 
Die nussartigen, rippig-furchigen Schließfrüchte (Achänen) mit beständigen Deckblatt und oft auch dem Kelch, im Außenkelch, besitzen vier Kanten. Sie stehen in einem Fruchtverband zusammen.

## Systematik und Verbreitung
Die Gattung Dipsacus wurde 1753 von Carl von Linné in Species Plantarum erstveröffentlicht. Ein Synonym für Dipsacus L. ist Simenia Szabó. Die früher als eigenständige Gattung „Schuppenkarden“ (Virga Hill) geführten Arten werden in die Gattung Dipsacus gestellt.
Die Gattung Dipsacus ist ursprünglich in Europa, im Mittelmeerraum, in Afrika südlich bis Kenia sowie im gemäßigten Asien südlich bis Myanmar verbreitet. In Amerika sind die Arten Neophyten.
Die Gattung Dipsacus enthält etwa 20 Arten (Auswahl):
- Dipsacus arcimusci Lojac.: Dieser Endemit kommt nur auf Sizilien vor.[4]
- Dipsacus cephalarioides V.A.Matthews & Kupicha: Sie wurde 1972 aus der Türkei erstbeschrieben.[4]
- Dipsacus comosus Hoffmanns. & Link: Sie kommt in Europa nur auf der Iberischen Halbinsel vor.[4]
- Stachel-Karde (Dipsacus ferox Loisel.): Sie kommt in Frankreich, Italien, Bulgarien, auf Korsika, Sardinien und auf Porto Santo vor.[4]
- Wilde Karde (Dipsacus fullonum L., Syn.: Dipsacus sylvestris Huds.): Sie ist in Europa, Nordafrika und Westasien verbreitet.[3]
- Dipsacus gmelinii M.Bieb.: Sie kommt von Rumänien über den nördlichen Kaukasusraum und den südlichen Teil des europäischen Russlands bis zur Ukraine vor.[4]
- Dipsacus inermis Wall.[6]: Sie ist in Asien von Afghanistan bis China weitverbreitet.[3]
- Schlitzblatt-Karde (Dipsacus laciniatus L.): Die Heimat ist Europa, West- und Mittelasien, u. a. Mitteleuropa.[3]
- Behaarte Karde (Dipsacus pilosus L., Syn.: Virga pilosa (L.) Hill, Cephalaria pilosa (L.) Gren. & Godr.), u. a. in Mitteleuropa, Westeuropa und Südosteuropa.[4]
- Weber-Karde (Dipsacus sativus (L.) Honck.): Sie ist nur eingebürgert bekannt, u. a. in Europa, auch Mitteleuropa,[4] dazu Nord- und Südamerika.[3]
- Schlanke Karde (Dipsacus strigosus Willd. ex Roem. & Schult.): Sie ist in Südosteuropa beheimatet und ist u. a. in Mitteleuropa ein Neophyt.[4]

## Etymologie

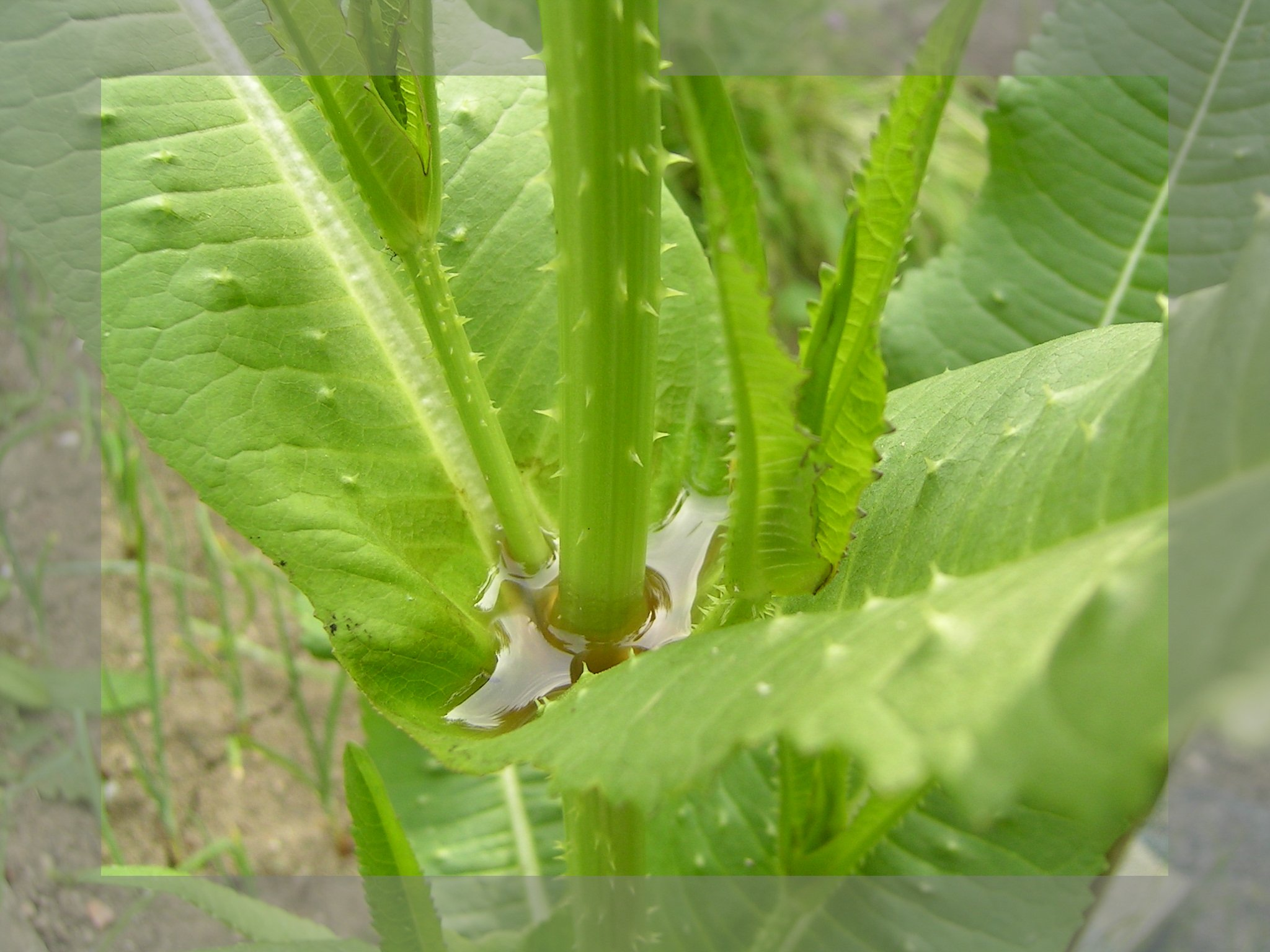
Gesammeltes Regenwasser in den Blattachseln der Wilden Karde (Dipsacus fullonum)

Die Karden (mittelhochdeutsch auch karten) wurden früher lateinisch cardo genannt. Der Gattungsname Dipsacus hat einen Bezug zu den griechischen Wörtern dipsa = Durst bzw. dipsáein = dürsten, durstig sein. Dipsakos (dipsakós) bezeichnet zudem eine Art Diabetes (Zuckerkrankheit), die so benannt wurde, weil die Patienten unter unstillbarem Durst leiden. Der Gattungsname Dipsacus nimmt wohl Bezug auf die gegenständigen Laubblätter der Wilden Karde (Dipsacus fullonum), die durch Verwachsung ihrer Ränder kleine, trichterartige Becken bilden, in denen sich Regenwasser sammelt. Diese wurden früher auch als Venus-Waschbecken bezeichnet.

## Bilder

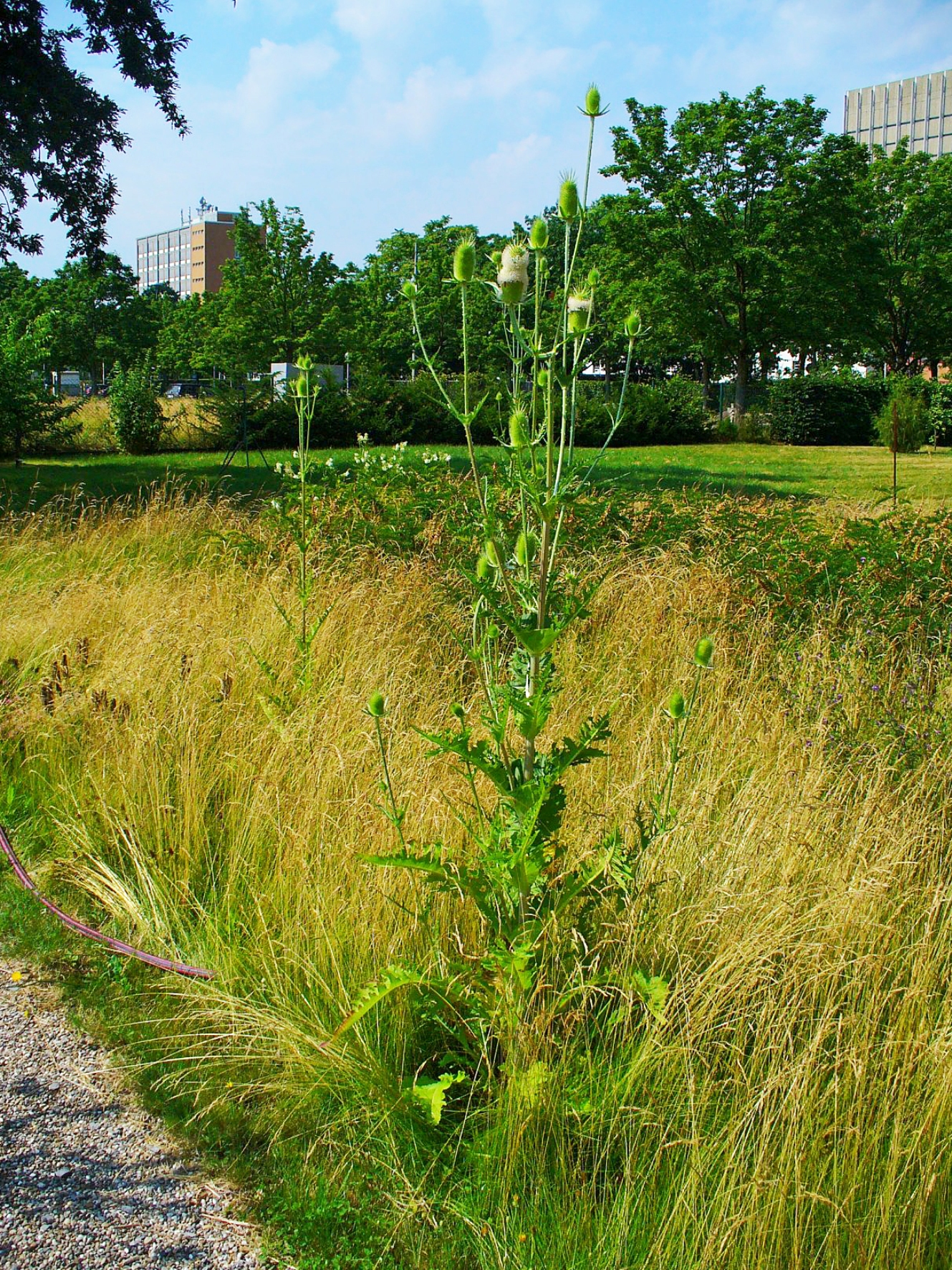
Schlitzblatt-Karde (Dipsacus laciniatus)
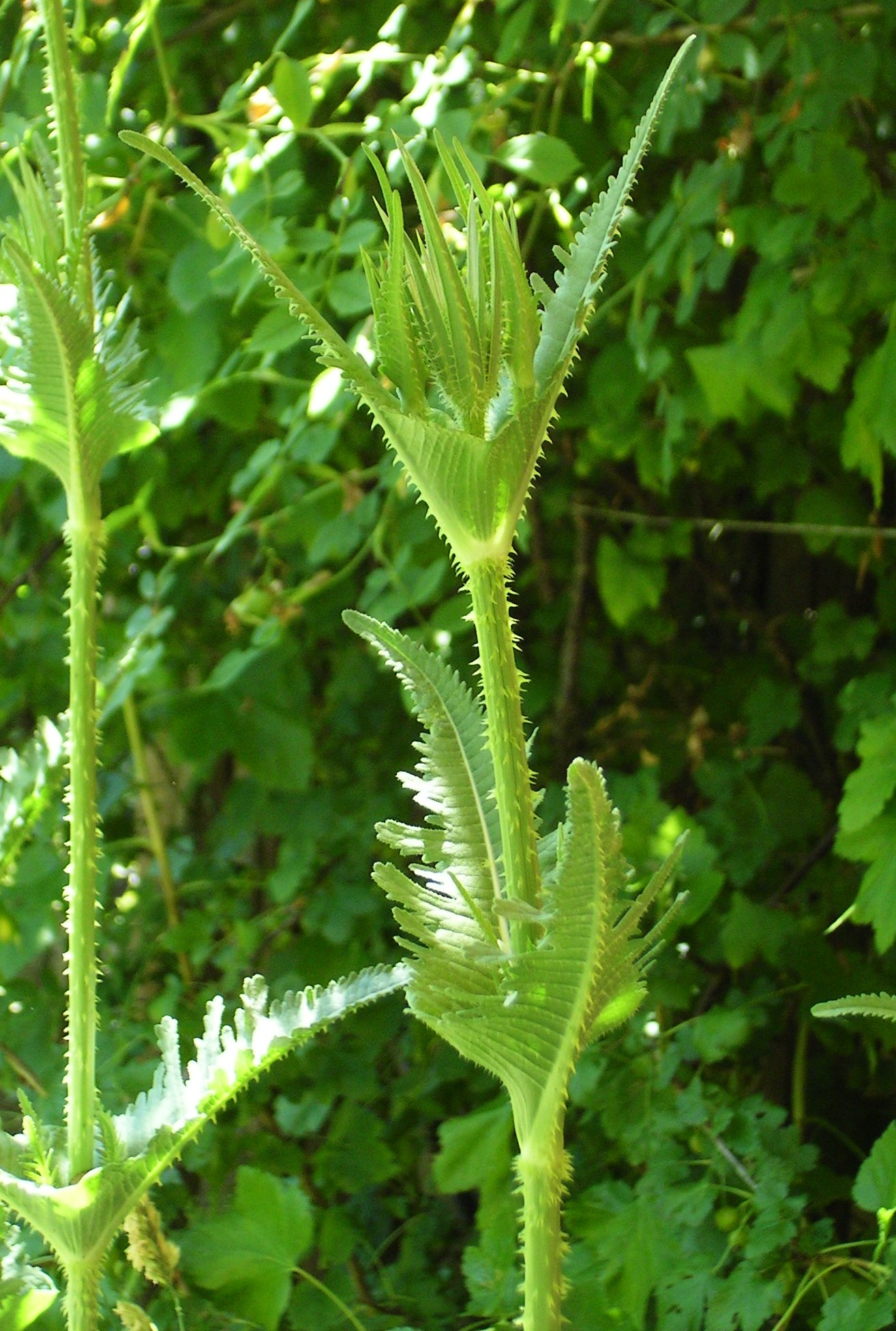
Schlitzblatt-Karde (Dipsacus laciniatus)
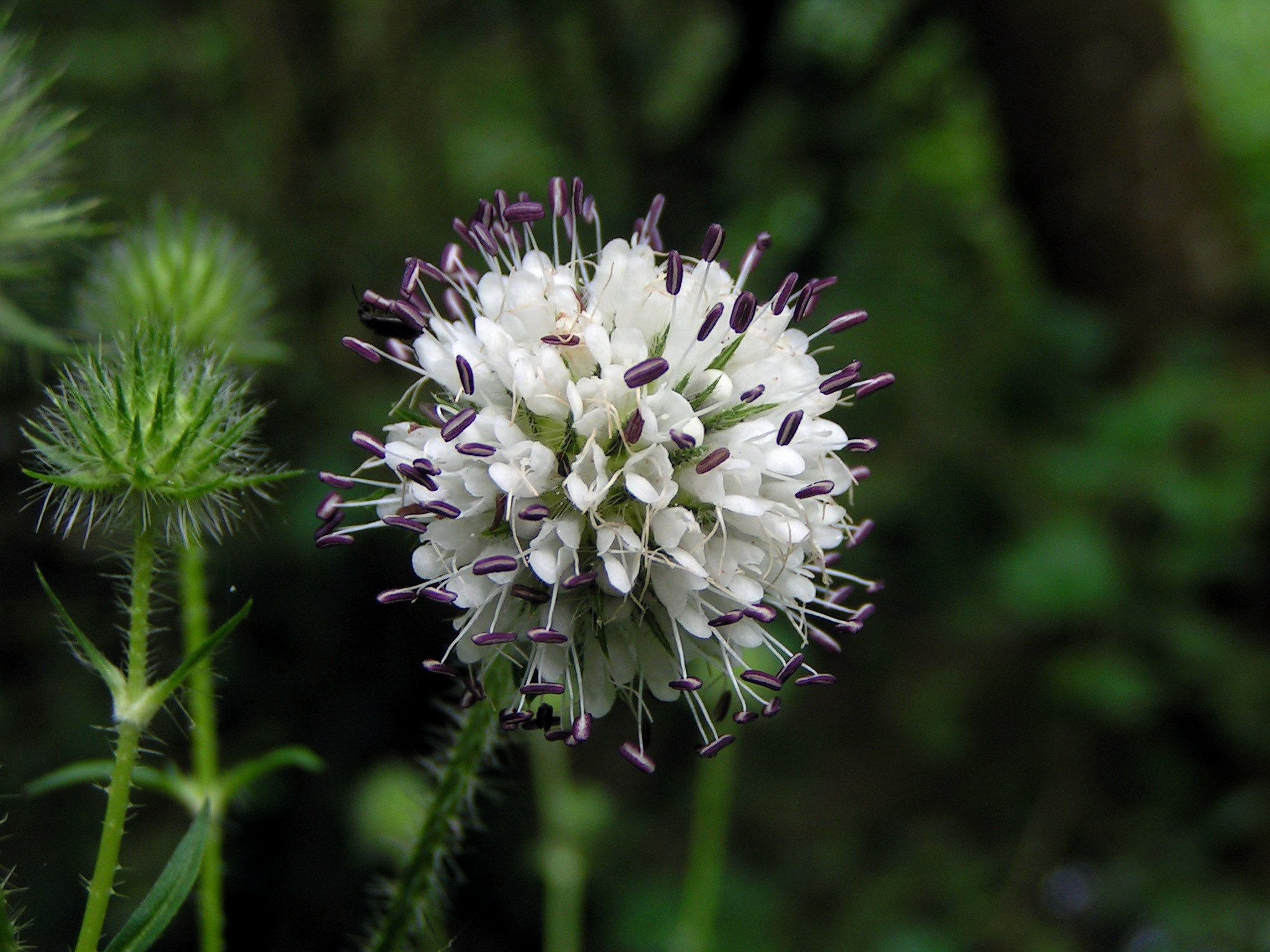
Behaarte Karde (Dipsacus pilosus)
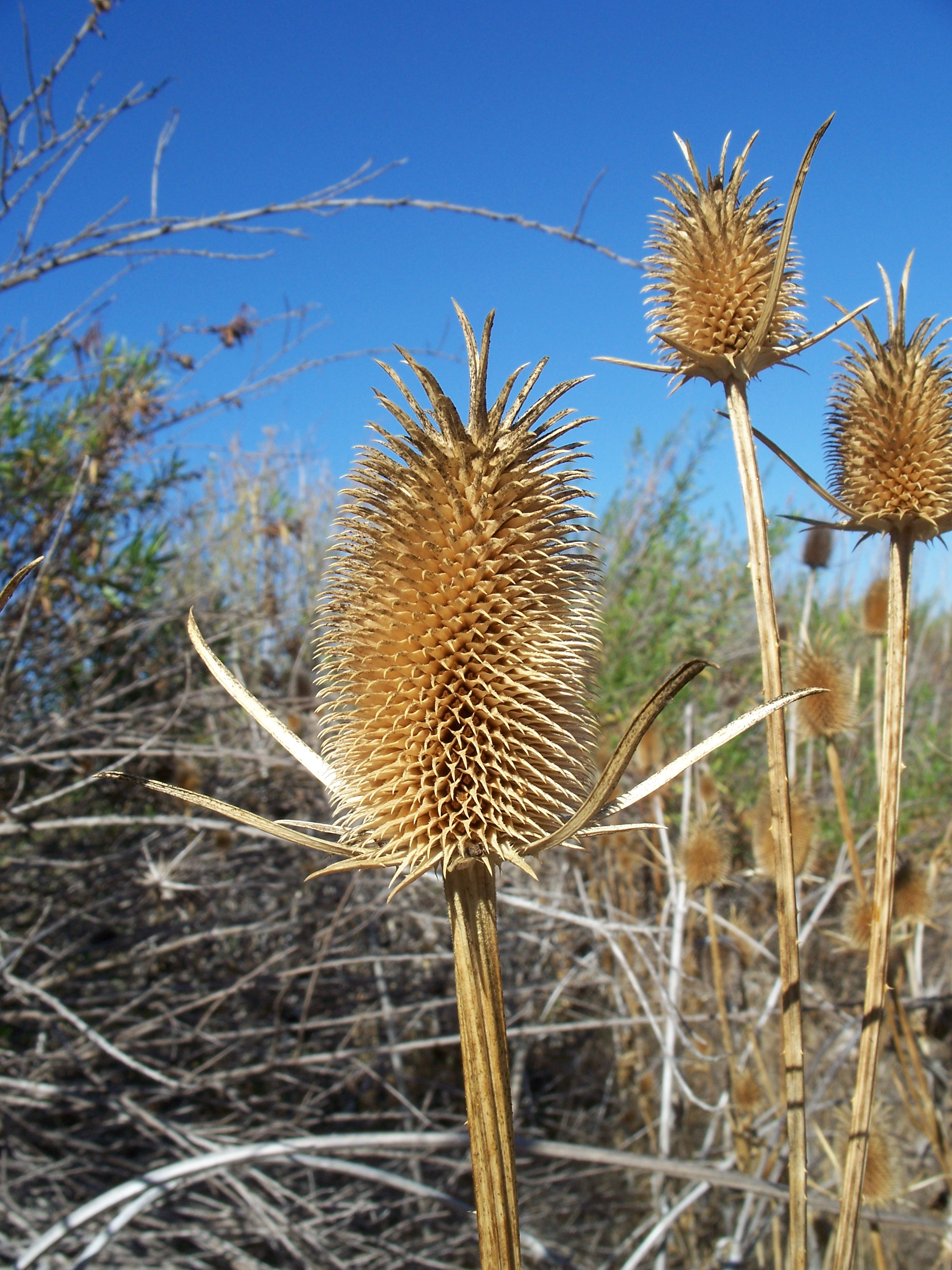
Weber-Karde (Dipsacus sativus)